# 横沙岛
31°20′35″N 121°50′36″E / 31.34306°N 121.84333°E

横沙岛在上海市的位置

横沙岛（今稱Hengsha Dao，英國戰爭部1909年勘製地圖稱House Island）是中国长江河口的一个冲积岛，东临东海，西与长兴岛相望，北邻崇明岛，西南邻浦东新区。该岛系长江泥沙冲积而成，全岛原呈三角形，自然形成面积49平方公里；现人工填海扩展至约154平方公里。

## 历史

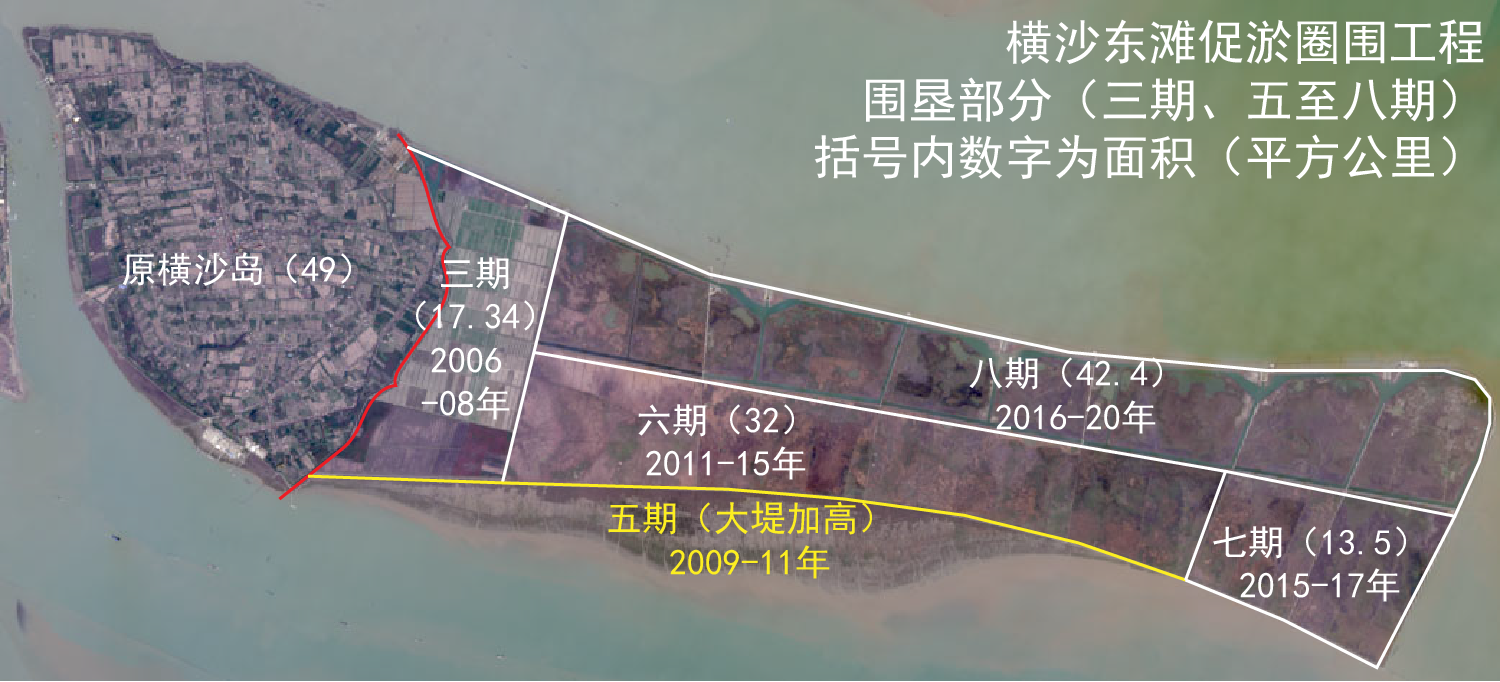
横沙东滩填海工程

1858年（咸丰年间），长江口外形成沙洲露出水面，因横亘长江口，故名“横沙”。1886年（光绪十二年）开始有人居住并围垦。民国年间，在自然因素下，东、南岸后退，西北部淤积，全岛向西向北移动，1960年代修建海塘岸线后才最终稳定。按吴淞高程，全岛地面高2.4至3.1米，平均高程2.8米。自2003年起，上海市在横沙岛东部进行填海造陆工程，于2020年完成。填海完成后，增加土地15万亩，全岛的面积扩大到原先的三倍，新形成的土地定名为横沙新洲。

## 人文
填海前全岛范围为横沙乡行政范围，原属川沙县，1958年划归宝山县（今宝山区），2005年和长兴岛一起划归崇明县；填海新形成部分单独设置农业产业园管委会，不属于横沙乡。人口約3.3萬人。横沙岛是上海最后一个有人居住但不通桥隧的岛屿。
横沙岛地势平坦，河渠纵横。农业发达，淡水养殖业和海洋捕捞业亦著。岛上田园景色美丽，亦有尝试旅游业，但发展受限于交通条件。横沙岛的生活风习、语言习惯甚至血统也基本与崇明、长兴岛同源，三岛语言就是崇明话。

## 流行文化
在2011年的游戏《骇客入侵：人类革命》中，横沙岛被刻画成一个人口密度极大，拥有大尺度工程结构的双层岛屿，也是巨型企业泰永制药的总部所在地。